# Roodbuikspotlijster
De roodbuikspotlijster (Toxostoma crissale) is een vogelsoort uit de familie Mimidae die voorkomt van het zuidwesten van de Verenigde Staten tot centraal Mexico.
De soort telt 3 ondersoorten:
- T. c. coloradense: zuidoostelijk Californië, noordwestelijk Arizona, noordoostelijk Baja California en noordwestelijk Sonora.
- T. c. crissale: van Californië, centraal Arizona tot westelijk Texas tot het noordelijke deel van Centraal-Mexico.
- T. c. dumosum: centraal Mexico.